# Дропла (Добрицька область)
Дро́пла (болг. Дропла) — село в Добрицькій області Болгарії. Входить до складу общини Балчик.

## Населення
За даними перепису населення 2011 року у селі проживали 259 осіб.
Національний склад населення села:
| Національність   | Кількість осіб | Відсоток |
| ---------------- | -------------- | -------- |
| болгари          | 107            | 64,1%    |
| турки            | 56             | 33,5%    |
| Всього відповіли | 167            |          |

Розподіл населення за віком у 2011 році:
Динаміка населення: